# Tatsuhiro Nishimoto
Tatsuhiro Nishimoto (jap. 西本 竜洋, Nishimoto Tatsuhiro; * 29. April 1980 in der Präfektur Yamaguchi) ist ein ehemaliger japanischer Fußballspieler.

## Karriere
Nishimoto erlernte das Fußballspielen in der Schulmannschaft der Iwakuni High School. Seinen ersten Vertrag unterschrieb er 1999 bei den Bellmare Hiratsuka (heute: Shonan Bellmare). Der Verein spielte in der höchsten Liga des Landes, der J1 League. Am Ende der Saison 1999 stieg der Verein in die J2 League ab. Für den Verein absolvierte er 35 Spiele. Ende 2002 beendete er seine Karriere als Fußballspieler.